# Spaichingen
Spaichingen (en alemany suabi: Spoachenga) és una ciutat del districte de Tuttlingen a Baden-Württemberg, Alemanya. Es troba a 11 quilòmetres al nord-oest de Tuttlingen i a 13 quilòmetres  al sud-est de Rottweil. Està a 660 metres sobre el nivell del mar. El 2020 tenia una població de 13.187 habitants. dsf ads fdasf adsfas fasd f

## Geografia
Spaichingen és una petita ciutat situada al sud d'Alemanya al Jura de Suàbia, que és una serralada de Baden-Württemberg. La distància en línia recta entre Spaichingen i Stuttgart és de 85 quilòmetres i entre Spaichingen i Constança, que és una ciutat al llac de Constança, la distància en línia recta és de 56 quilòmetres. Moltes comunitats limiten amb la zona de Spaichingen: Hausen ob Verena, Gunningen, Trossingen, Aldingen, Denkingen, Böttingen, Balgheim i Rietheim-Weilheim. Una gran part de la superfície de Spaichingen és natural, ja que 733 hectàrees, que són gairebé el 40% de tota la superfície, són boscos. A més, hi ha un parc a la ciutat, que es diu "Ententeich". El riu Prim, que és un afluent del riu Neckar, travessa Spaichingen.
El punt més alt de Spaichingen és la muntanya Dreifaltigkeitsberg, amb una altitud de 985 metres sobre el nivell del mar, i el punt més baix es troba al límit nord-est al Prim amb 630 metres sobre el nivell del mar. El clima a Spaichingen és entre temperat i càlid. Hi ha precipitacions importants durant tot l'any amb 982 litres per metre quadrat. Febrer és el mes amb menys precipitació amb una quantitat de pluja de 65 litres per metre quadrat i el mes amb més precipitació és juny amb una quantitat de pluja de 106 litres per metre quadrat. Pel que fa a la temperatura, el mes més fred és gener amb una temperatura mitjana de -1,1 °C i el mes més calorós és juliol amb una temperatura mitjana de 17 °C. La temperatura mitjana anual és de 8,1 °C. És possible sentir un terratrèmol a Spaichingen, ja que els epicentres es troben sovint al mig de Baden-Württemberg, que no està lluny.

## Història
Hi va haver un assentament ja l'any 2000 aC, on ara hi ha Spaichingen. L'any 791 Spaichingen va rebre una escriptura de donació del monestir de Sankt Gallen. Segons un document de 1381, Spaichingen va formar part d'Àustria durant més de 400 anys i pertanyia a l'oficina de l'Alta Àustria de Rottenburg i a l'Alt Bailívic d'Oberhohenberg, amb seu a Fridingen. A més, Spaichingen va obtenir un emblema el 1482. Spaichingen es trobava en una carretera estratègicament important, per la qual cosa va patir grans pèrdues i danys durant molts trànsits de tropes. Tanmateix, fins i tot el saqueig i el saqueig no van poder evitar que Spaichingen es convertís en un centre econòmic respectable a la dècada de 1530. Durant la Guerra dels Trenta Anys el poble va perdre més de la meitat dels seus habitants.
El 1623 se li va concedir a Spaichingen el dret de celebrar un mercat setmanal. Es va convertir en una ciutat el 1828 i es va unir al districte de Tuttlingen el 1938. De setembre de 1944 a abril de 1945, hi va haver un camp de concentració situat a Spaichingen. Va ser establert per la companyia d'armament Mauser d'Oberndorf. Almenys 95 presoners van morir al camp. A causa d'aquest camp de concentració es va construir un memorial al costat del cementiri. Sobrevivint a múltiples atacs aeris, Spaichingen va passar a formar part del territori d'influència francesa després de la Segona Guerra Mundial. El 16 de febrer de 1969 es va completar el projecte d'edificació més gran de la història del districte de Tuttlingen fins ara i es va obrir el "nou hospital de Spaichingen". Quan el personal va augmentar, els costos del nou edifici de 132 llits van augmentar fins als 19,25 milions de marcs alemanys.

## Cultura
Spaichingen ofereix molts esdeveniments culturals i les seves tradicions estan modelades per les de Suàbia, per exemple, s'hi parla el dialecte suabi i té una cultura gastronòmica tradicional singular. L'esdeveniment més conegut de l'any és el carnaval de Spaichingen que rep el nom de Fasnet en dialecte suau. L'esdeveniment comença l'11 de novembre com a altres punts d'Alemanya. Aquest dia s'anuncien el rei i la reina d'aquesta estació de l'any. Ells "governaran" la ciutat durant la temporada de carnaval. Hi ha moltes més tradicions en aquesta temporada, per exemple, hi ha una cançó especial i és habitual disfressar-se del "Schmotziger Donnerstag". La majoria de la gent es vesteix amb disfresses especials que tenen màscares de fusta i participa en una processó de carnaval. Al final del carnaval, la gent camina amb torxes fins al cim del Dreifaltigkeitsberg i a la part inferior hi ha una gran pira amb una nina al damunt.
Altres esdeveniments importants són les festes per a grups d'edat, els diferents mercats, el torneig de futbol juvenil que organitza el club esportiu de Spaichingen (SVS), el programa infantil a les vacances d'estiu i la festa posterior a la matança d'un animal de granja.
La música també té un paper important a Spaichingen. Hi ha una escola de música, la "Primtalmusikschule" i la famosa banda de música de la ciutat que toca en gairebé tots els esdeveniments. A més, Spaichingen participa en el "Kunstweg Oberer Neckar". Aquest és un projecte que connecta i dona l'oportunitat de presentar obres d'art d'alta qualitat als districtes de Tuttlingen i Rottweil.
A més d'això, hi ha un museu industrial anomenat "Gewerbemuseum". Té exposicions permanents sobre la història, l'art i la indústria de Spaichingen, però també exposicions especials que canvien de tant en tant.
La majoria dels habitants participen en clubs. N'hi ha de diferents, per exemple el club de gimnàstica (TV Spaichingen), el club esportiu (SVS), el club de carnaval (Narrenzunft Deichelmaus) i un altre club de carnaval que té vestits de bruixes tradicionals (Funkenhexen Spaichingen). Aquests clubs no només compten amb molts socis, sinó que també participen en carnavals i festes ambientades.
Spaichingen és multicultural i hi conviuen moltes religions diferents. Hi ha una església protestant, tres esglésies catòliques, una d'elles és l'església de pelegrinatge al cim del Dreifaltigkeitsberg, diferents esglésies lliures i una associació de mesquites.